# Apachekrigen
Apachekrigen var en serie väpnade konflikter mellan USA och Apacheindianerna, vilka utkämpades i Sydvästra USA mellan 1849 och 1886, dock förekom mindre stridigheter ända fram till 1924. Amerikas konfedererade staters armé deltog i krigen under 1860-talet, bland annat i Texas. Historiken Gregrory Michno, menar att det utkämpades fler indiankrig i sydvästra USA än på någon plats i USA. Detta anses bero på de olika krigarkulturer som fanns hos Apacheindianerna.